# Klockartjärnen, Norrbotten
Klockartjärnen är en sjö i Piteå kommun i Norrbotten och ingår i Byskeälvens huvudavrinningsområde. Klockartjärnen ligger i Byskeälven Natura 2000-område.